# 杨氏 (北平郡太君)
杨氏（?—?），唐朝女性人物，蔡州（今河南省汝南县）人，董昌龄之母。
杨氏世居蔡州，董昌龄年幼丧父，接受母亲的训导。董昌龄为泗州长史，在淮西节度使吴少诚、吴少阳麾下，至吴元济时，董昌龄为吴房县令。杨氏悄悄对他说：“逆顺之理，成败可知，你应该好好谋划。”董昌龄还没有做归附朝廷的行动，吴元济又任命他为郾城令。杨氏再告诫他：“逆党欺天，天神不保佑。你当速降朝廷，不要以之前的失败为虑，不要以老母为念。你作为忠臣，我虽死无恨！”朝廷军队逼近郾城，董昌龄以城归降，又劝说淮西将邓怀金归降李光颜。唐宪宗听说后大喜，急召董昌龄至京城，授为郾城令、兼监察御史，赐绯鱼袋。董昌龄哭着谢恩：“这是老母的训教，臣有何能。”唐宪宗叹息良久。吴元济囚禁杨氏，想要杀她，几次都中止了。蔡州平定，杨氏所幸无恙。元和十五年，陈许节度使李逊上疏称赞杨氏强明节义，朝廷封她为北平郡太君。